# 大湊 (むつ市)
大湊（おおみなと）は、現在の青森県むつ市に属する港町。下北半島中部の陸奥湾に臨む地にある。

## 概要・歴史
古くは陸奥国糠部郡に属して安渡（あんど）と呼ばれ、安東氏が支配していた。ところが15世紀に入ると根城南部氏が安東氏を蝦夷地に追って支配下とし、続いて三戸南部氏の影響下に入る。元和3年（1617年）、正式に盛岡藩（三戸南部氏）が支配した。
戊辰戦争では盛岡藩は会津藩とともに明治政府と戦ったが敗北し、その結果盛岡藩は減封によって大湊を失い、代わりに明治3年（1870年）下北半島に移されて斗南藩と名乗った旧会津藩に属した。翌年、斗南藩は安渡村と隣の大平村を合併して大湊町として開港場にすることとしたが、旧両村の利害対立から廃藩置県後に再分離、安渡村は大湊村と改称した。1873年（明治6年）に開拓使が函館との間に汽船弘明丸を就航させ、それぞれ月3往復を運航。
明治の大合併によって再合併の動きが高まり、明治22年（1889年）に今度は(西南から)城ヶ沢村、大湊村、大平村の3村合併で新たに下北郡大湊村となった。
その後、地の利に目をつけた日本海軍によって明治38年（1905年）に大湊要港部が設置され、以後軍港（大湊港）として機能することになる。昭和3年（1928年）に町制施行で大湊町となる。昭和17年（1942年）のミッドウェイ作戦において、アメリカ軍の注意をミッドウェイ島からそらすためのアリューシャン攻撃部隊（空母機動部隊）が大湊から出撃し、ダッチーハーバーを空襲している。
昭和34年（1959年）に田名部町と合併して大湊田名部市となり、翌昭和35年（1960年）に市名を「むつ市」と改称した。

## 地理
- 釜臥山
- 芦崎
- 陸奥湾

## 交通

### 鉄道
大湊駅（JR大湊線のターミナル駅）が最寄駅として挙げられる。

### 道路
- 国道338号